# Cassimidei (Ort)
Cassimidei ist eine osttimoresische Siedlung im Suco Fatubessi (Verwaltungsamt Maubisse, Gemeinde Ainaro). Das Dorf befindet sich im Südosten der Aldeia Cassimidei, auf einer Meereshöhe von 1565 m. Die Gebäude verteilen sich weitläufig entlang der Straße, die grob der Aldeeiagrenze im Süden und Osten folgt.